# Johann Leyser
 (août 2018).
Si vous disposez d'ouvrages ou d'articles de référence ou si vous connaissez des sites web de qualité traitant du thème abordé ici, merci de compléter l'article en donnant les références utiles à sa vérifiabilité et en les liant à la section « Notes et références ».
Johann Leyser (né le 30 septembre 1631 à Leipzig et mort en 1684 en France) est un théologien protestant allemand et un prédicateur danois, mais surtout un partisan de la polygamie.

## Biographie
Johann Leyser, fils de Polykarp Leyser II. (de) et de Sabina Volckmar (1598-1634), fit des études de théologie conformément à la tradition familiale et obtint probablement une maitrise en 1653, puis un poste de pasteur et d'inspecteur. Il fut d'abord directeur de l'école Pforta à Schulpforte, un quartier de Bad Kösen. Mais il fut bien vite congédié pour s’être prononcé ouvertement en faveur de la polygamie. Il soutenait que la polygamie est conforme à la loi naturelle et aux coutumes de nombreux peuples, qu’on peut la concilier avec la Parole de Dieu et que pour cette raison elle n'est pas seulement permise, mais même nécessaire dans certains cas. Il s’appuyait sur le Concile de Mâcon de 585 et affirmait dans son essai Triomphe de la polygamie que ce concile avait discuté de la question de savoir si les femmes sont vraiment des êtres humains. Plusieurs essais sur ses thèses suivirent, certains publiés sous son pseudonyme Theophilo Aletheo, mais aussi de nombreux écrits où il polémiquait avec d'autres personnalités de l'époque comme les théologiens Dieckmann, Johannes Musaeus ou Johann Brunsmann, lesquels dénonçaient ses thèses comme un blasphème et un outrage à l'humanité.
Il chercha donc sans succès du travail et de quoi vivre. Les annales rapportent seulement qu'il fut aumônier militaire dans l'armée de Christian V, roi du Danemark et de Norvège. Mais il ne garda pas longtemps ce poste non plus, car on le renvoya pour les mêmes raisons que précédemment. Il voyagea ensuite à travers le Danemark, la Suède, l'Angleterre, la Hollande, l'Italie et la France, vivant d’aumônes et de dons que lui accordaient les amis qui lui restaient. Il passa les dernières années de sa vie dans un dénuement total, et sans doute n’était-il pas marié. On ne connait pas plus la date de sa mort que le lieu exact. Il est donc considéré comme un marginal dans l’illustre famille Leyser, très respectée pendant de nombreuses générations.

## Publications
- Disputatio de Theologia naturali
- Vindicias Legis Monogamicae
- Polygamia triumphatrix, 1676
- Discursus de polygamia, 1673
- Discursus politicus de polygamia auctore Theophilo Aletheo, Fribourg, 1674
- Das Königliche Mark aller Länder, 1685